# آرلاف
آرلاف (به آلمانی: Arloff) یک روستا در آلمان است که در باد مونستررایفل واقع شده‌است. آرلاف ۹٫۹۸ کیلومتر مربع مساحت دارد ۲۲۱ متر بالاتر از سطح دریا واقع شده‌است.